# Бодянський Павло Ількович
Бодянський Павло Ількович (нар. 1809 — 10 червня (29 травня) 1867 р.) — український історик, етнограф, журналіст, педагог.

## Біографічні відомості
Павло Ількович Бодянський народився у родині священика Переяславського повіту Полтавської губернії. Його батько був культурною й освіченою людиною, з ним 1845 року в Прилуках познайомився Т. Г. Шевченко (про це — в його повісті «Музикант»). З «отцем Ілією» Тарас Григорович їздив за Удай у Густинський монастир. З цього джерела Шевченко міг знати про Павла Ільковича, і ймовірно допустити, що, перебуваючи того року в Полтаві, він міг познайомитись і з П. І. Бодянським.
У 1829 році Павло Ількович закінчив Полтавську духовну семінарію (в Переяславі) і розпочав працювати вчителем математики у Кременчуцькому повітовому училищі. 1838 року він переїжджає до Полтави і тут протягом майже чверті століття працює викладачем губернської гімназії, дівочого інституту, інспектором Кадетського корпусу. З 1841 року Бодянський редагував місцеву губернську газету «Полтавські губернські відомості», був членом-секретарем Полтавського статистичного комітету. Всю громадську роботу він виконував з патріотичного обов'язку. Крім того, Бодянський був дійсним членом Російського географічного товариства, членом-кореспондентом Московського сільськогосподарського товариства, членом-співробітником Полтавського агрономічного товариства тощо.

## Творча праця
Павла Бодянського можна вважати першим колекціонером історичних і побутових пам'яток минулого Полтавщини. У 1856 році з ним познайомився відомий письменник Григорій Данилевський і був вражений зібранням речових пам'яток у домашньому музеї Бодянського. У статті «Полтавська старовина» він писав про це так: «В руках П. Бодянського зберігається тепер рідкісна і чи не єдина збірка унікальних щодо полтавської старовини речей, зібраних ним з дбайливістю вченого і смаком освіченого любителя».
Найбільшими працями Бодянського є дві книги: «Достопримечательности Полтави» (1849; друкувалася також в «Полтавских губернских ведомостях» («Полтавські губернські відомості») і «Памятная книжка Полтавской губернии за 1865 год». Остання — видання щодо Полтавщини енциклопедичне (в ній понад 1200 сторінок). Маючи широкі відомості з різних ділянок краєзнавства, П. Бодянський систематизував їх у «Памятной книжке», якою завершив свої багаторічні зусилля по вивченню рідного краю. У ній міститься широкий історико-економічний нарис про Полтавщину, статистичні таблиці за 1862–1864 роки, алфавітний список населених пунктів, довідкові відомості про ярмарки, пошти, нарешті, список службових осіб всієї губернії. Випускаючи її в світ, Бодянський мріяв, що вона «викличе нових діячів на працю ґрунтовнішу». Пізніше в дослідженнях М. Г. Кулябки-Корецького, Л. В. Падалки ця мрія одного з перших краєзнавців Полтавщини здійснилась.
Крім того, багато статей дослідника було розкидано по численних газетах і журналах 30 — 60 років XIX століття.
В одній із посмертних статей про Бодянського говорилось: «Якби можна було зібрати всі надруковані ним впродовж багатьох років статті, то з них міг би скластися пам'ятник, кращий за всі обеліски і мавзолеї».
Помер Павло Ілліч Бодянський у Полтаві, могила його знаходилась на старому цвинтарі, ліквідованому за більшовицького режиму.